# Éric Karsenti
Éric Karsenti (/e.ʁik kaʁ.sɑ̃.ti/), nacido el 10 de septembre de 1948 en París, es un biólogo francés. Director de investigación del CNRS, ha sido director científico de la expedición Tara Océans.

## Biografía
Después de presentar su tesis doctoral en el instituto Pasteur (1979), trabajó como investigador sobre los mecanismos moleculares que gobiernan el ciclo celular. Creó el departamento de biología celular y biofísica del Laboratorio europeo de biología moléculaire (EMBL).
Principal científico de la expedición Tara Oceans, hace recaudar muestras de plancton en numerosos puntos de los océanos con el fin de llevar una línea de análisis genomicos de la  diversidad del plancton.
Recibió la medalla de oro del CNRS y es miembro de la Academia de Ciencias desde 2017 (después de haber sido correspondiente desde 1999).